# Kraina Grzybów TV
Kraina Grzybów TV – polskie uniwersum artystyczne wykreowane przez Wiktora Striboga, będące kanałem internetowym w serwisie YouTube. Podstawowy element Krainy Grzybów stanowi serial internetowy pod tytułem Poradnik uśmiechu. Program zdobył popularność w wielu krajach, ponadto został opatrzony w tłumaczenia w formie napisów w językach m.in. angielskim, niemieckim, rosyjskim i włoskim.

## Opis fabuły
„Poradnik uśmiechu” to program niemający jednej ścisłej fabuły. Historia oparta jest o tematykę grzybów, oraz bliżej nieokreślonej, tytułowej krainy, w której znajduje się główna bohaterka – kilkunastoletnia dziewczynka o imieniu Agatka. Jest ona gospodarzem wyimaginowanego programu edukacyjnego pt. „Poradnik uśmiechu” na fikcyjnym kanale telewizyjnym Kraina Grzybów TV. Jej towarzyszką jest animowana wiewiórka o imieniu Małgosia, posiadająca alter ego o imieniu Teufel (z niem. Diabeł).
Program przerywany jest wstawkami z wypowiedziami anonimowej dla widza mamy Agatki. Kobieta opowiada historię swojej córki i tłumaczy niemożliwość nawiązania z nią kontaktu, powodowaną niezrozumiałym dla widza wydarzeniem z przeszłości. W serialu pojawiają się też postacie epizodyczne – dziewczynki  Karolina, Justynka i Hatszepsut z Bytomia, oraz dorosły mężczyzna o pseudonimie „Dżinsowy Człowiek”. Widz ma możliwość poznania fabuły przez 5 pełnoprawnych odcinków, oraz przez jeszcze większą liczbę krótkich, tematycznych filmów, umieszczonych na kanale.

## Charakterystyka
Seria „Poradnik uśmiechu”, wraz z poboczną zawartością, jest przykładem dzieła z dziedziny hauntologii, stylizowanego na nagrania VHS z lat osiemdziesiątych lub dziewięćdziesiątych XX wieku, w formie filmowej creepypasty. Odcinki są kreowane na telewizyjny poradnik edukacyjny, posiadają jednak własną fabułę i postaci. Pierwszy odcinek, pt. Jak skutecznie jabłko, został opublikowany w serwisie YouTube 23 grudnia 2013 roku. Każdy z odcinków ma w zamyśle przedstawienie rozwiązania danego w tytule problemu, jednakże z upływem czasu omawia niezwiązane jego tematem sprawy. Ważne dla poznania serialu jest to, iż do premiery napisów końcowych (9 kwietnia 2017 roku) nie była znana ani obsada, ani strona twórcza serialu. Przez cały czas powstawania projektu twórca oraz aktorzy nie pojawiali się publicznie.
Język używany przez bohaterów, jak i przez twórcę na kanałach społecznościowych, jest niespójny i chaotyczny, a tworzony przekaz wizualny, wraz z animowanymi wstawkami – psychodeliczny, mający wprowadzić widza w stan niepokoju. Ponadto odcinki są przerywane fragmentami amerykańskich i radzieckich filmów edukacyjnych z lat 50.–70. XX wieku o tematyce m.in. nuklearnej, lifestyle’owej, kulinarnej, medycznej
.
W ciągu 3,5 roku istnienia projektu wyemitowano pięć pełnych odcinków programu „Poradnik uśmiechu” (nie licząc filmów pobocznych), dodatkowo w miejsce trzeciego został wyemitowany, w formie teledysku muzycznego, osobny program pt. „Grzybowe Melodie”, gdzie zostaje zaprezentowana piosenka Karolinki Ballada w rytmie dżins. Utwór zaśpiewał sam autor, jednakże jego głos został poddany intensywnej obróbce.
Część trzecia Poradnika Uśmiechu została zapowiedziana przez twórcę, jednakże nie ujrzała światła dziennego, gdyż większość materiału projektowego, z którego miała powstać, została utracona w tajemniczych okolicznościach.
Twórca upublicznił również kilka stron książki „W Krainie Grzybów” fikcyjnej autorki Zofii Kopytlanki, której cytaty pojawiły się także w drugim i czwartym odcinku „Poradnika uśmiechu”, jednakże całość jej treści nigdy nie ujrzała światła dziennego.

### Smile Guide: The Apple Escape
W skład twórczości wchodzi też darmowa gra komputerowa w języku angielskim Smile Guide: The Apple Escape, wydana 24 sierpnia 2016 na platformie itch.io, której główną bohaterką jest Agatka. Także ona utrzymana jest w charakterystycznym, hauntologicznym stylu.

### Reklama „Szczęście nóg nie liczy”
Wiktor Stribog w 2014 roku, czyli w trakcie powstawania projektu, podjął się także stworzenia reklamy dla sklepu odzieżowego Pan tu nie stał. Spot, choć nie ma nic wspólnego fabularnie z  „Poradnikiem…”, jest utrzymany w stylistyce Krainy Grzybów. Pod koniec reklamy widnieje także podpis fikcyjnego studia Krainy Grzybów TV w Warszawie.

## Powstawanie i ujawnienie
Przyczyną stworzenia Krainy było zamiłowanie Wiktora Striboga do „twórczości niepokojącej, naginającej rzeczywistość, bawiącej się przewidywaniami odbiorcy i niszczącej je”. Kraina Grzybów była wypadkową jego artystycznych poszukiwań oraz zainteresowań naukowych (memów i wirali).
Koncepcja Krainy została opracowana na początku powstawania projektu, a jej zasadnicze założenia nie zmieniły się aż do jego zakończenia, chociaż każdy odcinek Poradnika Uśmiechu nagrywano w odstępie czasowym i innym miejscu.
Wiktor Stribog postępował według określonych zasad (m.in. starał się, aby Kraina wywoływała odczucie nostalgii i przyciągała uwagę zdaniami urwanymi), tak, aby stała się ona wirusem umysłu. Wykorzystał przy tym swoje doświadczenia magistra i doktoranta zajmującego się kulturą internetu. Przejawiało się to m.in. założeniem przez niego tajemniczego bloga Ghostovich na kilka miesięcy przed premierą pierwszego odcinka Poradnika.  Twórca Krainy spodziewał się, iż zdobędzie ona pewne grono odbiorców, aczkolwiek zaskoczyło go to, iż stała się ona znana także poza granicami Polski.
Od 23 grudnia 2013 roku, aż do 9 kwietnia roku 2017, nie był znany ani autor dzieła, ani cel jego działania. Dopiero w kwietniu 2017 roku widzowie mieli okazję poznać twórcę i aktorów grających w przedsięwzięciu. Pomimo ujawnienia twórców, sens fabuły dzieła oraz jednoznaczny cel twórcy, do dziś pozostały nieokreślone.

## Muzyka
Skomponowana przez Wiktora Striboga oprawa muzyczna programu wpisuje się w nurt hauntologii i vaporwave'u. Inspiracje dla autora stanowili m.in. King Crimson, Brian Eno i Kraftwerk. Utwory składają się ze zniekształconych partii elektroniki, a motywy są dość często powtarzane, jednakże nagrania są różnorodne pod względem gatunkowym. W większości stanowiły tło muzyczne do Poradnika Uśmiechu, jednakże wydano je osobno 19 stycznia 2019 roku jako Poradnik Uśmiechu OST do kupienia w wersji cyfrowej na YouTube, Spotify i Bandcampie oraz 7 czerwca nakładem „Pan Tu Nie Stał” na winylu, w liczbie 200 sztuk. Utwory zawarte na albumie lekko różniły się od dotąd poznanych wersji motywów z serialu.

## Reakcja społeczności

### Popularność i grupy fanowskie
Niezrozumiałość przesłania, stylizacja oraz charakterystyczna muzyka spowodowały gwałtowny przyrost popularności projektu i uzyskanie wielomilionowej widowni oraz utworzenie się szerokiej społeczności fanowskiej, zrzeszonej w serwisach Facebook oraz VKontakte. Pojawiały się także strony (jak np. konto krainagrzybowtv na ask.fm), których autorzy próbowali podszywać się pod twórców Poradnika Uśmiechu.
Stosunek autora do twórczości fanowskiej jest zdecydowanie pozytywny, co przejawia się m.in. zorganizowaniem AMA na Reddicie w kwietniu 2017 r. oraz założeniem w lutym 2019 r. na Facebooku grupy „Wiktor Stribog & The People”.

### Fanowskie kontynuacje
Wielu amatorskich twórców, zainspirowanych stylem wykreowanym przez Wiktora Striboga, zaczęło tworzyć własne wersje i przeróbki Krainy Grzybów, głównie na serwisie YouTube. Do najpopularniejszych kanałów fan-made należą między innymi: Kraina Grzybów II TV, Smith oraz niezwiązany z uniwersum Krainy Grzybów Magiczny Świat Ani, ale z bardzo widocznym wpływem serii Wiktora Striboga. Ten ostatni wywołał największe poruszenie wśród fanów Poradników Uśmiechu.
Powstały również niezliczone ilości fanowskich rysunków i grafik przedstawiających bohaterów Krainy Grzybów.

### Interpretacje
W ciągu lat podjęto wiele prób zrozumienia przekazu „Poradnika…”. Najpopularniejszymi były: teoria, według której Kraina Grzybów symbolizowała wojnę nuklearną, propagowana przez kanał KrainaX oraz interpretacja, według której Agatka miała być ofiarą pedofilii. Niektóre z powstałych teorii były tak dokładne, iż pojawiały się domysły na temat powiązania ich autorów z twórcami Krainy Grzybów, jednak Wiktor Stribog stanowczo temu zaprzeczył. Autor odmówił wyjaśnienia przekazu swojego dzieła, nie przyznał też racji żadnej interpretacji. Owa postawa wynika z tego, że artysta wymaga od odbiorców zdolności do samodzielnego nadawania znaczenia obrazom kultury, z którymi mają styczność.

### Prelekcje, wystawy, media
Pierwszym oficjalnym spotkaniem, w którym podjęto tematykę Krainy było „Co Kraina Grzybów?”, które odbyło się w maju 2017 roku w Muzeum Sztuki Nowoczesnej w Warszawie. Przeprowadzono na nim projekcję odcinków „Poradnika…”, po której nastąpiła dyskusja między Wiktorem Stribogiem a dr Magdaleną Kamińską.
W maju 2018 r. Wiktor Stribog wziął udział w festiwalu Kulminacje, organizując spotkanie z widzami Krainy, moderowane przez dr Kamińską.
Latem 2018 r. w Centrum Sztuki Współczesnej Kronika w Bytomiu odbyła się wystawa „Sny o byciu zjedzonym”, będąca przedstawieniem twórczości Wiktora Striboga. Jednym z jej głównych elementów był „Poradnik uśmiechu”, co przejawiało się m.in. obecnością figurki Agatki, czy telewizorów, na których odtwarzano wszystkie odcinki owej serii.
W tym samym czasie miało także miejsce kolejne spotkanie z Wiktorem Stribogiem w Muzeum Sztuki Nowoczesnej w Warszawie w ramach Biura Tekstów Jawnych. Artysta przeanalizował wówczas mechanizm działania dezinformacji na podstawie Krainy Grzybów TV. Można go było także spotkać na: krakowskim meetYT w lipcu,  miesiąc później na Octopus Film Festival, oraz – w październiku – na Festiwalu Fantastyki Falkon.
Krainie Grzybów, oraz samemu autorowi, poświęcono odcinek magazynu kulturalnego Antyfonie na kanale TVP Kultura. Odcinek wyemitowano 11 marca 2019 roku.

## Obsada
Aktorzy, którzy wzięli udział w tworzeniu Krainy nie zostali dobrani na drodze castingu; byli bliskimi przyjaciółmi Wiktora Striboga. Ich oczy w serialu zakryto, a głosy przekształcono, gdyż twórca Poradnika chciał ich chronić przed nieprzewidywalnymi reakcjami odbiorców. Pomimo tego tożsamości aktorki grającej Agatkę, jak i samego Wiktora Striboga, zostały odkryte jeszcze przed ich oficjalnym ujawnieniem.
| Aktor                   | Postać                        | Odcinek |
| Diana Klimowicz         | Agatka                        | 1–6     |
| Anna Grudniewska (głos) | wiewiórka Małgosia vel Teufel | 1–6     |
| Wiktor Stribog          | mama Agatki (głos)            | 1–6     |
| Łukasz Babula           | Dżinsowy Człowiek             | 4, 6    |
| Magda Ładuniuk          | Karolina                      | 4, 6    |
| Agnieszka Piętka        | Hatszepsut z Bytomia          | 5       |
| Diana Fict              | Justynka                      | 6       |

| Numer odcinka | Nazwa odcinka         | Data emisji      |
| 1             | Jak skutecznie jabłko | 23 grudnia 2013  |
| 2             | Jak zrobić z papieru  | 23 lutego 2014   |
| 3             | niewyemitowany        | brak             |
| 4             | Jak swoje włosy       | 18 września 2014 |
| 5             | Jak poprawnie telefon | 10 sierpnia 2015 |
| 6             | Jak swoje dziecko     | 1 kwietnia 2017  |